# Pour ordre
 (novembre 2018).
Si vous disposez d'ouvrages ou d'articles de référence ou si vous connaissez des sites web de qualité traitant du thème abordé ici, merci de compléter l'article en donnant les références utiles à sa vérifiabilité et en les liant à la section « Notes et références ».
Pour ordre (ou par ordre), souvent abrégé avec le sigle « p.o. », parfois écrit « P/O » ou « po », est une indication apposée à côté de la signature d'un document.
Cette apposition permet de signer un document, en indiquant que la personne qui l'a signé n'est pas la personne qui a normalement le pouvoir de signature : le rédacteur a donc signé le document sur ordre de la personne ayant ledit pouvoir.
Le document a alors la « valeur » d'un document signé par la personne ayant le pouvoir de signature.
L'exemple typique est celui du secrétaire qui signe des documents administratifs Pour ordre de son supérieur hiérarchique.

## Syntaxe
À l'emplacement de la signature :
Nom de la personne ayant le pouvoir de signature en temps normal p.o. Nom de la personne ayant effectivement signé le document (et signant à la place de la première personne).
Le signataire effectif écrit, manuellement, sur le document prêt à signature avec le nom du signataire en temps normal dactylographié, Pour ordre, nom du signataire effectif et signe le document.

## Aspect juridique
Cette notion doit être appréciée dans les documents officiels, car le signataire est le responsable légal du document émis.
Dans le cas d'une signature « pour ordre », le rédacteur doit impérativement être identifiable, pour qu'ensuite le document soit considéré comme valide a posteriori.
Il reste cependant à préciser si c'est le signataire effectif qui assume la responsabilité du document, ou celui qui a normalement le pouvoir de signature, ou les deux solidairement.
A priori, comme la personne qui rédige effectue son travail « pour ordre », elle n'engage pas sa propre responsabilité, a contrario d'un « par délégation » qui, cette fois, implique que le rédacteur lui-même a pouvoir de signature (il engage donc sa propre responsabilité). Reste à apporter la preuve que la personne pour le compte de qui le document était signé avait donné l'ordre de produire ce document, ce qui peut s'avérer délicat.
À noter, à cet égard, un arrêt de la Cour de cassation du 10 novembre 2009 qui a estimé qu'une lettre de licenciement signée pour ordre (« po ») au nom du DRH était valable, même si l'identité de la personne signataire n'était pas connue. La Cour de cassation a en effet considéré que, dans la mesure où la lettre de licenciement avait été signée pour ordre au nom du directeur des ressources humaines et où la procédure de licenciement avait été menée à terme, le mandat de signer la lettre de licenciement avait été « ratifié ». En d’autres termes, en l’absence de désapprobation du mandant (personne ayant la signature en temps normal) et de contestation du tiers (personne licenciée) à l’égard des actes effectués par celui qui s’est comporté comme le titulaire d’un mandat apparent (le signataire), la lettre de licenciement était valable.

## Autres formes
Dans de nombreux pays (pays anglophones, italophones, etc.), on utilise l'expression « pp » : per procurationem (latin : par procuration), qui implique la responsabilité du signataire effectif et correspond à "par délégation" et non p.o. 
Attention : dans les pays germanophones (Allemagne, Autriche, Suisse), le contenu juridique de l'expression ppa. per procurationem est totalement différent du sens français. La traduction littérale de  p.o. en Allemand est i.A. (im Auftrag).